# Ricinine
La ricinine est un alcaloïde toxique présent dans le ricin commun, une plante de la famille des Euphorbiaceae. Elle peut servir de biomarqueur dans la détection de l'empoisonnement à la ricine, une protéine très toxique également trouvée chez le ricin,. La ricinine a été isolée pour la première fois à partir des graines de ricin par Tuson en 1864,. La ricinine est présente dans toutes les parties de la plante, les graines de ricin contiennent environ 0,2 % de l'alcaloïde.
La ricine possède des effets insecticides.
Elle sublime entre 170 et 180 °C à 20 mmHg. Elle ne forme pas de sels et est précipitée dans des solutions d'iode ou de chlorure mercurique, mais pas dans le réactif de Mayer.
La ricinine peut être hydrolysée en méthanol et en acide ricininique par les alcalis.